# 超级任天堂世界
超级任天堂世界（英語：Super Nintendo World）是基于著名游戏公司任天堂的授权（如瑪利歐等）为主题的一系列主题公园区域。首先在日本环球影城內的园区於2021年3月18日正式開幕，然後在美國加州好莱坞环球影城內的园区亦已於2023年2月17日正式開幕。目前位於美國佛罗里达州奥兰多環球史詩宇宙內的园区於2025年5月22日正式開幕。

## 开发
在任天堂3DS及WiiU時代，由於任天堂游戏收入和游戏机市场份额连续数年下降，任天堂开始寻求利用和发展自身知识产权的途径，因而与环球主题乐园及度假村达成了主题公园开发的合作伙伴关系。该合作伙伴关系于2015年5月首次宣布，并于次年披露了细节，合作伙伴关系将以任天堂的马里奥及咚奇剛其他特许授权作为主题公园的主题。日本环球影城在大阪的这项投资为400亿日元（约3.51亿美元），与环球影业对哈利波特的魔法世界的投资相当。

## 日本环球影城
2017年6月，园区在大阪动工并举行了动工仪式，原计划在2021年2月4日開幕，但由於日本大阪府從1月13日起至3月6日針對COVID-19第三波疫情影響再次宣佈進入緊急狀態，因此延期至3月18日才正式開幕 。园区確認两种主要遊樂设施，一种以耀西为主题的遊園車，另一种则為马里奥赛车系列。2024年12月11日，園區的第二區域「咚奇剛國度」開幕。

## 环球史诗宇宙
2020年1月24日，环球影业证实传言，环球史诗宇宙主题公园将包括超级任天堂世界园区。

## 未来规划
超級任天堂世界確定會海外推出，计划将超级任天堂世界带到新加坡環球影城，但尚未宣布具体时间表。还计划将任天堂相关的景点带到好萊塢環球影城，目前仅有的信息是在每个主题公园中，游乐设施都不同。

## 媒体
2020年1月13日，任天堂在YouTube上为即将到来的园区发布了一段视频，其中包括查莉·XCX、Galantis演唱的歌曲《We Born to Play》。 